# The Fest
The Fest is een jaarlijks terugkerend muziekfestival in de Verenigde Staten in Gainesville, Florida. Het festival is oorspronkelijk opgericht door Tony Weinbender in 2002, een voormalig medewerken van het platenlabel No Idea Records, dat het festival is blijven organiseren. Bands en muzikanten (waarvan veel onder No Idea Records spelen) spelen op verschillende locaties (variërend van kleine bars tot grote concertzalen) in het centrum van Gainesville. The Fest richt zich hoofdzakelijk op rock-, punk- en indiemuziek. Later is het festival ook begonnen om komieken een podium te bieden.
The Fest werd voor het eerst gehouden op 24 en 25 mei 2002. De data waarop het festival wordt gehouden zijn later verplaatst naar oktober en november.